# Amita Suman

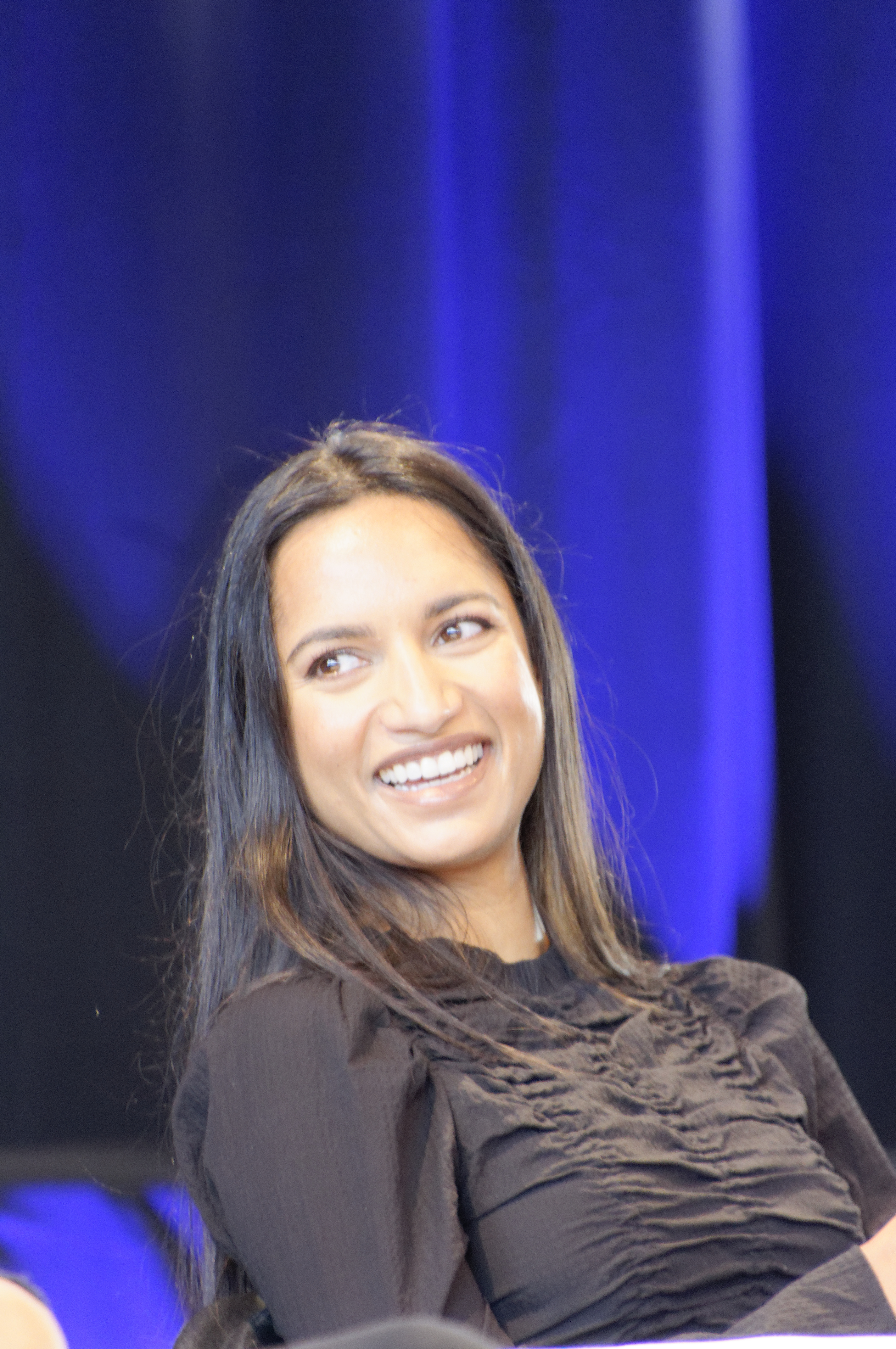
Amita Suman, 2021

Amita Suman (Nepali अमिता सुमन; * 19. Juli 1997 in Bhedihari) ist eine nepalesisch-britische Schauspielerin.

## Leben und Karriere
Suman stammt aus dem Dorf Bhedihari im nepalesischen Distrikt Parsa, ihre Muttersprache ist Bhojpuri. 2004, als sie sieben Jahre alt war, zog ihre Familie nach England, wo sie Englisch lernte. Sie lernte Schauspiel am Sussex Downs College von 2013 bis 2015 und danach an der Academy of Live & Recorded Arts, wo sie 2018 ihren Abschluss machte.
Ihre Schauspielkarriere in Fernsehserien begann 2018 mit Episodenrollen, unter anderen in der elften Staffel von Doctor Who. Sie übernahm 2019 die Nebenrolle Naya in der zweiten Staffel von The Outpost, die zuvor von Medalion Rahimi gespielt worden war. Seit April 2021 verkörpert Suman in der Netflix-Serie Shadow and Bone – Legenden der Grisha die Hauptrolle Inej Ghafa.

## Filmografie (Auswahl)
- 2018: Casualty (Fernsehserie, 2 Episoden)
- 2018: Ackley Bridge (Fernsehserie, 1 Episode)
- 2018: Doctor Who (Fernsehserie, Episode 11x06)
- 2019: The Outpost (Fernsehserie, 11 Episoden)
- 2021–2023: Shadow and Bone – Legenden der Grisha (Fernsehserie, 16 Episoden)
- 2022: Sandman (Fernsehserie, Episode 1x11)